# Dune (jeu vidéo)
Pour les articles homonymes, voir Dune (homonymie).
Dune est un jeu vidéo sorti en 1992 mélangeant aventure et stratégie en temps réel, sur un plan aussi bien économique que militaire. Le studio français Cryo Interactive a été le premier à développer une adaptation en jeu vidéo de l’univers de Dune de Frank Herbert.
L’histoire du jeu se déroule sur la planète Arrakis. Elle est centrée sur un conflit qui s’engage entre deux Maisons autour de l’extraction de l’Épice, substance la plus précieuse de l’univers. Le scénario suit les aventures de Paul Atréides, qui mettra en œuvre toutes ses compétences pour défendre sa Maison.

## Scénario

### Contexte

#### Intrigue
Fatigué des maigres résultats de la Maison Harkonnen, l’Empereur Shaddam IV Corrino décide d’envoyer la Maison Atréides sur Arrakis (planète connue sous le nom de Dune en raison du désert qui la recouvre) à la place des Harkonnens pour extraire l’Épice, une substance inestimable qui permet notamment le voyage intersidéral. La planète n’est pas aussi déserte qu’il y semble puisque des groupes de Fremen, peuple local très attaché aux traditions, l’occupent déjà.
Paul Atréides, fils du duc Leto Atréides et de Dame Jessica, est le personnage contrôlé par le joueur,. Il va devoir comprendre cette planète ainsi que son peuple pour que sa Maison satisfasse l’Empereur. Mais derrière la requête impériale se trame un complot. Ainsi, Paul Atréides devra finalement chasser militairement les Harkonnens de Dune tout en gérant l’extraction d’Épice et assurer l’avenir de la planète. Pour cela, il tisse des relations avec les tribus Fremen, opprimées par les Harkonnens.

#### Adaptation libre
Le scénario est librement adapté du roman de Frank Herbert et de son adaptation cinématographique par David Lynch. Le scénario est sensiblement différent dans le jeu. Les Harkonnens sont toujours présents dans le tiers nord de Dune alors qu'ils ont quitté la planète dans le roman. Dans le roman également, Leto est trahi par un de ses serviteurs, le docteur Yueh provoquant sa mort, la reprise du pouvoir par les Harkonnens et la fuite de Jessica et Paul dans le désert où ils rencontrent pour la première fois les Fremen. Dans le jeu, Leto disparaît et Paul prend sa succession. Au début du jeu, les Atréides prennent contact avec quelques tribus Fremen qu'ils recrutent pour extraire l'Épice. Dans le jeu, les Atréides bâtissent leur palais à Carthag, qui devient la base du joueur et les Harkonnens restent dans leur plaine d'Arrakeen. Dans le roman, les Atréides prennent possession du palais Harkonnen d'Arrakeen, refusant de s'installer dans leur ancienne capitale, Carthag.

### Personnages
Paul Atréides est le héros incarné par le joueur. Héritier du titre de duc de la Maison Atréides, il est le fils de Leto et Dame Jessica. Cette dernière est une sorcière Bene Gesserit qui l’aidera à développer ses facultés de télépathie et à découvrir des pièces cachées dans le palais. Le duc a trois fidèles serviteurs : Gurney Halleck, le professeur de combat de Paul, Duncan Idaho, l’expert en Épice qui supervise la production et les envois à l’Empereur et Thufir Hawat, le mentat, doué en stratégie militaire et en désamorçage de pièges. Ils ont prêté allégeance à l'Empereur Shaddam IV Corrino qui règne sur la galaxie. C'est par la volonté de celui-ci qu'ils parviennent à obtenir un droit d'exploitation de Dune.
Les Fremen ne reconnaissent que deux autorités, celle de Stilgar, un chef respecté à même d'unir les tribus, et celle Liet Kynes, un planétologue originellement envoyé sur Dune par l'Empereur et qui a rejoint les Fremen et cherche à accomplir le rêve de ceux-ci, à savoir développer la végétation sur la planète. Le planétologue a une fille, Chani, que Paul rencontre et dont il tombe amoureux. Harah, une veuve Fremen dont le mari est mort pendant la guerre, aide Paul à découvrir les sietchs de la région riche en Épice de Habbanya. Par rapport au film, elle joue un rôle important dans l'histoire. Les chefs Fremen se rallient progressivement à Paul. Le joueur rencontre leurs chefs dans les différents sietchs de Dune. Les tribus sont généralement composées de 1 000 à 2 500 hommes. Les chefs sont toujours habillés avec des distilles marrons, verts ou bleus, qui représentent des différences culturelles entre eux. Il y a également une autre population sur Dune, les contrebandiers, des marchands neutres qui vivent dans des villages.
L'ennemi héréditaire de la Maison Atréides est la Maison Harkonnen dirigée par le cruel baron Vladimir Harkonnen, épaulé par son neveu et vraisemblable futur héritier, Feyd-Rautha.
Des personnages du roman et du film comme le docteur Yueh, le mentat harkonnen Piter de Vries, la Révérende Mère Ramallo ou la gouvernante Shadout Mapes ne sont pas présents dans le jeu vidéo.

### Lieux et structures
La planète Arrakis est divisée en plusieurs zones, chacune étant établie autour d'un lieu unique. Chaque zone a un nom composé de deux parties, la première partie du nom étant une plus large zone de la planète (par exemple, dans la partie entourant directement le palais Atréides, tous les domaines sont appelés « Carthag- »). Parmi les structures, il y a : 
- Les palais : les Atréides et les Harkonnens ont un palais qui leur sert de quartier général.
- Les sietchs : ce sont des grottes où vivent les Fremen. Une grande partie du jeu consiste à découvrir des sietchs cachés dans le désert pour recruter de nouvelles troupes, trouver de nouveaux équipements et avoir de nouveaux lieux d'où extraire l'Épice. Les sietchs que Paul a ralliés à sa cause constituent les territoires sous contrôle Atréides.
- Les forteresses : ce sont les bases harkonnen. Le plus souvent, des troupes y sont stationnées. Ces bases sont les objectifs des attaques militaires du joueur et constituent le territoire sous contrôle Harkonnen. Parfois, le joueur trouve des généraux harkonnens dans les forteresses et les troupes fremen peuvent alors les capturer, ce qui permet au joueur de les interroger et de découvrir la localisation d’autres forteresses ainsi que leurs effectifs et leurs armements.
- Les villages : ils représentent les territoires neutres où les contrebandiers vendent du matériel[12].

Quand un des camps gagne une bataille, ses troupes transforment la structure selon leur propre camp. Ainsi, les Fremen transforment en sietch les forteresses et les Harkonnens font l’inverse. Paul découvre les zones d'Arrakis au fur et à mesure du jeu.

### Synopsis
L’aventure peut se découper en quatre chapitres.

#### Première partie: la recherche de l'Épice
Au début du jeu, les Harkonnens contrôlent 21 % de la planète, exclusivement dans l’hémisphère nord. Ils extraient 3 900 kg d’Épice par jour et disposent de 73 210 hommes. Les Atréides ne démarrent qu’avec 1 % de territoires contrôlés (le palais de Carthag), aucun homme et pas de production. Gurney est envoyé en éclaireur dans les tribus proches du palais et guide le joueur dans ses premiers contacts. Le joueur le rejoint en ornithoptère et noue ainsi des amitiés. Il peut alors donner des ordres aux troupes alliées.
Dès le début, une tribu atypique est découverte. Composée de seulement 400 hommes, leur chef explique que leurs compétences ne seraient pas appréciées. Paul découvre ensuite un sietch dans une région où l'épice n'est pas prospectée. C'est ce qui lui permettra de convaincre le chef de la tribu précédente, dont le talent est la prospection, de travailler pour lui. Paul obtiendra également de cette troupe une carte de la planète qui lui sera utile tout au long du jeu pour déplacer ses unités et contrôler sa production.
Leto s’inquiète du manque de protection lorsque les gens s'aventurent dans le désert et demande à Paul de chercher des distilles. Duncan de son côté insiste sur l’augmentation de la production d’Épice et charge Paul de se renseigner sur la moissonneuse qu'une tribu utilise.
Le plan du palais montre que certaines pièces supplémentaires existent mais ne sont pas encore accessibles. Les contacts entre l’Empereur et les Harkonnens (établis dans le palais de Carthag avant que n’arrivent les Atréides) se faisaient grâce à une salle de télécommunication du palais, que découvre Dame Jessica. Quant aux contacts entre Atréides et Fremen, ils se font d’abord en tête-à-tête, mais Paul vient à développer des pouvoirs télépathiques au fil du jeu : ils lui permettent peu à peu de diriger ses troupes et de recevoir des messages à distance. Après avoir bu l’Eau de vie, le champ télépathique de Paul s’étend même sur la planète entière.
Via cette salle de communication, l'Empereur demande à Paul des envois régulier d'Épice qu'il se doit d'honorer. Pour cela, il est aidé par une Fremen qui accepte de l'accompagner : Harah.
Gurney Halleck disparaît, Paul le retrouve avec l'aide de sa mère. Leto demande à Paul de rencontrer le mentat Thufir Hawat qui lui confie la mission de retrouver un chef Fremen.

#### Deuxième partie: l'Eau de vie et la recherche du chef Fremen
Avec l'aide d'Harah, Paul retrouve le chef Stilgar qui accepte de s'allier avec lui.
Classiquement, à ce moment du jeu, Leto meurt dans une expédition chez les Harkonnens alors qu'il veut venger des atrocités commises sur les Fremen. Il peut néanmoins rester en vie jusqu’à l’assaut final si le joueur n'a pas répondu à l’appel de Jessica mais a attendu un message impérial pour l’envoi d’Épice. Il ne sera alors tué que lors de la dernière bataille.
Les ravages causés par les Harkonnens et le ressentiment qui s'ensuit parmi les Fremen les mettent dans de bonnes dispositions pour recevoir l'entraînement militaire promulgué par Gurney Halleck et constituer ainsi une force terrible capable de repousser les forces des Harkonnens.
Paul fait la rencontre de Chani, tandis que Dame Jessica n'a de cesse d'indiquer à son fils qu'elle ressent de grands pouvoirs en lui. Les yeux de Paul ont tendance à devenir de plus en plus bleus, ce qui est visible dans le miroir de sa chambre (lieu qui permet par ailleurs au joueur de venir sauvegarder sa partie et de voir l'avancement de la collecte de l'Épice et toutes les autres statistiques utiles).
Au fil des sorties dans le désert, Chani et Paul s'unissent, pour le plus grand bonheur de Jessica mais aussi du peuple Fremen. En buvant l'Eau de vie, Paul accède à un niveau de conscience supérieur. Son aura augmente progressivement parmi les Fremen, qui parviendront progressivement à surmonter leurs préjugés qui les divisaient jusqu'alors en Fremen du Nord et Fremen du Sud, discutant sans cesse sur la nature du désert profond.

#### Troisième partie: la végétation sur Dune
Une fois l'union de Paul et de Chani célébrée, le héros rencontre Liet Kynes, planétologue et père de sa compagne. Celui-ci lui expose son plan qui devrait permettre de réaliser le rêve des Fremen : voir la planète reverdir, comme elle l'a été dans des temps très lointains. Pénétrés de cette gageure écologique, les Fremen seront appelés à se faire écologistes, transformant les zones désertiques en zones plantées au moyen de pièges à vent et de bulbes spécialement mis au point par Kynes pour la planète.
Toutefois, l'eau détruisant l'Épice, une zone ensemencée devient stérile pour l'Épice, ce qui constitue une arme à double tranchant. Cela permet d'une part, de par la dissémination naturelle des bulbes vers le Nord, de chasser les Harkonnens des zones ainsi conquises par la végétation, mais cela affecte l'extraction de l'Épice pour le compte des Atréides. Le joueur doit donc procéder aux ensemencements avec stratégie tout en honorant les commandes de l'Empereur.
Au fur et à mesure, Paul et ses troupes conquièrent les forteresses Harkonnen. Feyd-Rautha Harkonnen kidnappe Chani. Paul la retrouve dans une forteresse avec l'aide de Thufir Hawat.

#### Quatrième partie: l'assaut final
Repoussant de plus en plus les Harkonnens, découvrant des armes de plus en plus dévastatrices (krys, pistolets laser, modules étranges, atomiques), le jeu se termine de deux manières :
- la conquête totale : une fois les Harkonnens réduits à leur garde privée prise au piège dans le palais, après concertation des membres de la Maison Atréides dans un sietch environnant, le joueur est invité à rassembler au moins 10 000 Fremen, tous armés d'atomiques, afin de lancer l'assaut final commandé par Thufir Hawat ;
- la destruction du bouclier par la végétation, autorisant le joueur à pénétrer dans le palais Harkonnen[12].

#### Divers
La végétation permet non seulement de repousser les Harkonnens mais aussi de révéler l'emplacement de forteresses ainsi libérées.
Il est possible de négocier avec les contrebandiers pour faire baisser le prix du matériel. Négocier est également possible avec les envois de l’Empereur : le joueur peut envoyer des quantités plus élevées pour bénéficier d'un délai plus important jusqu'au prochain envoi ; il est également possible de refuser la demande, mais cela incite l'Empereur à envoyer ses Sardaukars.
Tous les sietchs ne sont pas habités et certains contiennent du matériel abandonné.
Une encyclopédie sur l'univers de Dune est accessible depuis l'interface de jeu, ce qui permet de ne pas avoir besoin d'avoir lu le roman ou vu le film pour jouer.

## Système de jeu

### Généralités
Dune propose un mélange inédit d'aventure, de gestion et de stratégie. Le joueur doit faire attention à chacun de ces aspects et y trouver le bon équilibre. Les phases d'aventure font avancer l'intrigue et débloquent de nouvelles possibilités, les phases de gestion doivent être gérées sous peine de game over et les phases de stratégie permettent de terminer le jeu en anéantissant les Harkonnens. Les critiques de jeu vidéo de l'époque ont été étonnés par ce mélange des genres. Tilt, par exemple, compare Dune et un autre jeu phare de l'époque, Civilization, ce qui peut paraître osé aujourd'hui. En effet, si ce dernier pratiquait également le mélange des genres, notamment la stratégie et la gestion, il sera en fait le déclencheur d'un nouveau genre de jeux de stratégie : le jeu 4X.
Dune pour sa part, avec sa suite indirecte Dune II : La Bataille d'Arrakis, sera aussi considéré comme l'un des précurseurs d'un autre genre nouveau : la stratégie en temps réel.
La durée de vie et l'intrigue sont estimées entre, selon les sources, à une quinzaine, cinquantaine ou une soixantaine d'heures. Chaque nouvelle partie n'est pas linéaire, ce qui augmente cette durée de vie.

### Phases d'aventure

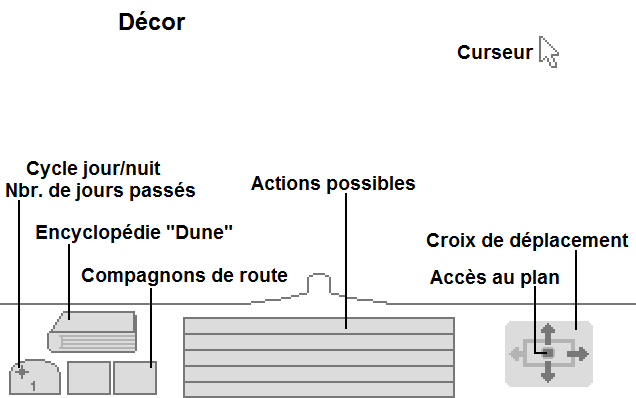
Reproduction de l’interface du joueur lors des phases d’aventure (version DOS).

Au début du jeu, Paul se voit confier la mission de rencontrer les chefs de tribus Fremen. Le joueur déplace Paul dans le monde ouvert que constitue la planète Arrakis. Le monde visité étant désertique, il ne peut traverser longtemps le désert à pied. Il peut aussi se déplacer à l’aide d’un ornithoptère puis plus tard d’un ver de sable pour aller en des lieux précis ou pour explorer la planète. Il peut également se déplacer à l’intérieur des bâtiments de case en case via des flèches à la manière des jeux de rôle et des dungeon crawlers.
Il peut parler avec les personnages et leur demander de le suivre dans la limite de deux compagnons. Au fil du jeu, il apprend la télépathie (progressivement d’une petite étendue à la planète entière suivant son niveau de charisme), ce qui lui permet de recevoir des rappels où qu’il soit lors de phases de jeu obligatoires comme les paiements à l’Empereur.
Le jeu dispose d'un cycle jour/nuit : il est divisé en seize tranches horaires, les douze premières (4 h 30 à 21 h) correspondant au matin, et les quatre dernières (22 h 30 à 3 h) au soir. L'aventure se déroule en temps réel, une minute réelle correspondant à une unité horaire (1 h 30) du jeu. Il est possible de passer du matin au soir et vice versa en un seul clic pour accélérer le jeu. Le nombre total de jours passés sur Dune est visible sur l'écran des résultats, mais seul le jour de l'année en cours est visible sur l'écran principal.
Comme deux personnages peuvent accompagner Paul, c'est un moyen de les déplacer mais aussi de découvrir les sietchs cachés car seuls des personnages non-joueurs peuvent les voir. Les personnages peuvent également fournir des indices importants : c’est par exemple le cas de Stilgar, qui ne manque pas de faire remarquer à Paul que des équipements sont inutilisés dans un sietch ou qu’une bataille est sur le point de basculer.

### Phases stratégiques

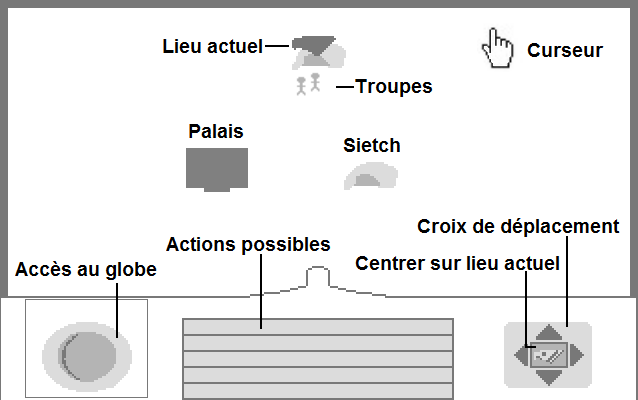
Reproduction de l’interface du joueur lors des phases stratégiques (version DOS). Elle représente une mappemonde d’Arrakis.

#### Concept
Le niveau de charisme de Paul, indiqué par la teinte plus ou moins bleue de ses yeux (« yeux d’Ibad » visibles dans le miroir du palais), lui permet de recruter certains chefs de tribu Fremen particulièrement difficiles à convaincre et, s'il est suffisamment élevé, de boire l'Eau de vie.
Une fois la carte de la planète en possession de Paul, il est possible d'envoyer jusqu'à sept troupes différentes à un emplacement connu. La troupe de prospecteurs, unique, ignore cette limite, et une troupe connue mais pas encore recrutée n'est pas considérée comme une troupe déjà en place.
Les troupes qui acceptent de travailler pour Paul peuvent se spécialiser dans trois domaines, et arborent ainsi une couleur distinctive (le bleu étant réservé aux ennemis) :
- l'Épice (jaune) : récolte et prospection, dès le début du jeu ;
- l'armée (rouge) : entraînement, espionnage et conquête, après la rencontre avec Stilgar ;
- l'écologie (vert) : construction de pièges à vent, développement de bulbes et ensemencement, après la rencontre avec Liet Kynes.

Elles peuvent aussi gagner jusqu'à cinq niveaux d'expérience dans chacun de ces domaines. Il est possible de changer à tout moment l’occupation de chacune des troupes, mais leurs compétences augmentant, il est plus utile de les spécialiser. Le joueur peut également user de stratégie pour faire progresser les troupes plus rapidement, comme envoyer des troupes peu expérimentées dans une zone étendue et très riche en Épice, ou demander à Gurney de participer à leur entraînement militaire.
Une tribu du Nord refusera généralement de travailler dans le même sietch qu’une tribu du Sud, car ces tribus n’ont pas les mêmes habitudes. La motivation des tribus, dépendant de la régularité des contacts avec Paul, mais aussi de son charisme et de ses actions, joue un rôle important sur leur efficacité.
Au cours du jeu, des statistiques comparatives avec les Harkonnens sur les productions d'Épice, le pourcentage de territoire contrôlé ou encore le nombre d'hommes sont disponibles.

#### Gestion économique
Arrakis est divisée en zones qui correspondent à des sietchs, les villes cachées Fremen. Les zones sud du désert fournissent les réserves d’Épice les plus riches mais la plupart des sietchs découverts ne sont pas prospectés et leur sol doit être sondé par une tribu unique et spécialisée dans la prospection. Ces prospecteurs déterminent ainsi la quantité d’Épice présente et une ou plusieurs tribus peuvent ensuite commencer à l'extraire.
L’Épice, et non le Solari à la différence du roman, est la monnaie du jeu et sert à deux choses : payer les tributs demandés par l’Empereur Shaddam IV Corrino et acheter des équipements dans les villages de contrebandiers. Duncan Idaho est le personnage chargé d’aider le joueur à l’extraction d’Épice. Données aux Fremen, les moissonneuses d’Épice permettent des rendements nettement supérieurs, mais sans ornithoptère pour les protéger des vers des sables peuvent attaquer les moissonneuses, attirés par les vibrations de la machine.
La carte de densité offerte à Paul par la troupe de prospecteurs indique au joueur la quantité d’Épice disponible via un dégradé noir-jaune de 16 couches. La quantité d’Épice présente dans chaque couche varie avec la taille de la zone, information numériquement indisponible au joueur mais liée à la topographie de cette dernière. Le passage à une couche inférieure se caractérise par une baisse de la vitesse d'extraction, car l’Épice devient plus rare. Une fois la dernière couche atteinte, l'Épice devient particulièrement difficile à extraire (voire impossible pour des troupes peu nombreuses, expérimentées ou motivées), et une fois vide, il n'y a plus d'Épice dans la zone.
Petit à petit, Paul acquiert des équipements qu'il peut distribuer auprès des tribus alliées. Les tribus qui disposent d’un ornithoptère se déplacent plus vite de sietch en sietch, il est donc souvent utile d’en donner un aux prospecteurs. L'ornithoptère est cependant aussi utile pour une tribu en complément d'une moissonneuse pour éviter que la machine ne soit avalée par un ver des sables attiré par les vibrations. Le joueur doit donc faire des choix en fonction des équipements disponibles.

#### Gestion militaire
Cette phase sera au fil du jeu de plus en plus importante et prenante. Les Fremen assignés en tant que militaires sont les seuls capables de conquérir les forteresses ennemies. Ils peuvent aussi espionner les troupes Harkonnens en donnant des détails sur le nombre de troupes et leur armement. Cependant, seules les troupes les plus aguerries peuvent accomplir une mission aussi périlleuse. Lors d'une attaque surprise par les Harkonnens, les troupes présentes changent automatiquement d'occupation pour défendre leur position.
Gurney Halleck est très expérimenté dans le domaine militaire, et le laisser dans un sietch ou une forteresse libérée pour former les troupes présentes multiplie par six le gain d'expérience. Le mentat Thufir Hawat sert de stratège.
Les armes à disposition des Fremen sont au fil du jeu : les couteaux Krys (dent de ver), les pistolets lasers, les « modules étranges » et les armes atomiques. Elles peuvent s’acheter à des contrebandiers (sauf pour les armes atomiques), se trouver dans les sietchs ou bien dans les forteresses ennemies. Ensuite, elles peuvent être données à une troupe (et enlevées avec une pénalité sur le moral). Une bataille se gagne essentiellement sur le nombre d'hommes déployés, leur moral, leur équipement et leur expérience.
Il est possible d’assister aux combats en rejoignant un emplacement assiégé. L'utilisation d'un ver des sables est toutefois recommandée car un ornithoptère est trop visible et peut être repéré puis abattu si le trajet est trop long. Sur place, le joueur peut donner deux ordres, celui de lancer une attaque massive et celui de limiter les combats pour attaquer une journée entière. La présence de Paul permet d’augmenter le moral des hommes, mais si la bataille est perdue, il meurt, et le joueur perd la partie. À la fin de la bataille, une partie des troupes vaincues sont faites prisonnières, et, dans le cas d'une défaite des Atréides, il est possible de les récupérer après libération du territoire.

#### Écologie
L'écologie est l'un des thèmes centraux du roman Dune. Cette dimension était pourtant absente dans le film de David Lynch, ce qui avait déplu à une partie des fans du roman. Dans le jeu, dès que Paul rencontre Liet Kynes, Arrakis peut être terraformée. Ainsi, le joueur peut accomplir le rêve Fremen de voir les sables de Dune recouverts par la végétation. Il est alors possible au joueur de désigner des tribus sous ses ordres pour cultiver des bulbes dans le sietch de Liet Kynes, monter des pièges à vent ou planter des végétaux. Cependant, l’eau nécessaire à la culture de végétaux qui est récoltée par les pièges à vent détériore les poches d’Épice. L’Épice n’étant pas renouvelable, il vous faut veiller à initier l’écologie dans des sietchs ne possédant pas de champ d’Épice.
La végétation progresse toujours vers le Nord, zone des Harkonnens, et va donc faire fuir les troupes ennemies tout en remontant le moral des Fremen.

## Musique
La musique originale du jeu vidéo a été créée sous le nom d'« Exxos » (l’ancien nom de l'équipe Cryo Interactive) par le compositeur Stéphane Picq et le responsable de l'équipe, Philippe Ulrich. Dans la version IBM PC du jeu, elle est, originellement, au format MIDI, tandis que la version Amiga utilise le format module. Elle obtint, avec les bruitages, le Tilt d’or 1992 de la meilleure bande-son de jeu vidéo sur PC notamment par sa qualité technique proche de celle d’un synthétiseur atteinte grâce à la reprogrammation de drivers de cartes son par Stéphane Picq,.
Par la suite, elle sera éditée sous la forme d’un album nommé Dune: Spice Opera, édité via Venture Records chez Virgin Records (devenue EMI Group),. L'album est inclus avec l'édition collector de la version britannique du jeu PC. Trois titres sont exclusifs à l'album (Emotion Control, Revelation et Cryogenia) et une autre piste (Ecolove) ne figure pas dans la version PC du jeu mais est présente dans la version Amiga.
La musique compense le fait qu'il y a peu d'effets sonores et de rares bruitages dans le jeu,.
La maison de disques, détentrice des droits sur une durée de trente ans à compter de 1992, s’est refusée à rééditer le disque malgré des négociations engagées par Stéphane Picq. Picq expliquait sur son site internet qu’il aurait mal compris la portée du contrat rédigé en anglais, mais qu’il n’était pas mécontent de voir sa musique distribuée en MP3.
En janvier 2024, après le retour des droits à Stéphane Picq, une version remastérisée est disponible sur Bandcamp.

## Développement

### Histoire
Depuis 1988, Martin Alper, président-fondateur de Mastertronic désormais fusionné avec Virgin Interactive, fasciné par Dune, tente d’acheter les droits d’adaptation interactive du roman,. Il a fait une étude pour mesurer la viabilité d’une telle adaptation et a évalué à entre 3 et 4 millions le nombre de fans du roman aux États-Unis. C'est Dino De Laurentiis, qui avait produit le film  Dune de David Lynch, qui détenait ces droits. À la suite de la sortie du film, sa société avait fait faillite ; Frank Herbert étant par ailleurs décédé, il y eut plusieurs procès pour déterminer à qui appartenaient alors les droits. Martin Alper put finalement les acheter à Universal au printemps 1990,.
Les premiers liens entre la future société française Cryo Interactive, qui va naître sur les cendres d'Ère informatique, et Virgin Interactive se font par la rencontre de Philippe Ulrich avec Jean-Martial Lefranc, fraîchement nommé directeur de Virgin Loisirs par Patrick Zelnik. Lefranc est un admirateur de l'équipe d'Ulrich qui avait notamment été à l'origine de L'Arche du Captain Blood. Le 20 juillet 1990, il organise une rencontre entre Frank Herman, responsable du groupe à Londres, et l'équipe. Herman leur promet alors une rencontre avec Martin Alper, président de Virgin Games USA.
Rémi Herbulot rencontre Martin Alper à Los Angeles pour lui présenter trois maquettes de jeux vidéo. Ces projets ont tous un rapport fort à la science-fiction. C'est à ce moment qu'Alper propose à Herbulot l'adaptation de Dune en jeu vidéo. L'accord pour les droits est finalement scellé oralement en août 1990 lors d'un dîner au Fouquet's en présence de Philippe Ulrich et Frank Herman.
Une équipe de développeurs, pour la plupart fans de l’œuvre de Frank Herbert, se constitue et s’investit dans le projet. Ils travaillent durant 6 mois sur papier et organisent des réunions hebdomadaires. Ulrich rencontre le producteur du jeu, David Bishop, avec qui il avait eu des rapports conflictuels par le passé. Ce dernier manifeste d'ailleurs la volonté de concevoir le jeu lui-même. Dans les premiers mois, les propositions que les développeurs envoient aux États-Unis ne convainquent pas Virgin,. Celles-ci transitent via Bishop à Londres, qui ne défend pas le projet. Les Américains de Virgin Games critiquent notamment l'esthétique « à la française », l'interface trop présente. Ils ne sont également pas séduits par le mélange aventure/stratégie.
Pour maintenir l'équipe de développement dans un cadre plus défini, Philippe Ulrich crée un label au sein de Virgin Interactive : Cryo. Les développeurs de Cryo manquent de voir tout leur travail perdu quand Virgin, le 19 septembre 1990, s’apprête à annuler leur collaboration pour laquelle aucun contrat n’a été signé à la suite d'un changement de direction générale,. Frank Herman parvient à sauver le projet mais les Américains, dont Martin Alper, s'en sont désolidarisés. Alper confie d'ailleurs les droits d'adaptation de Dune à un studio américain, Westwood Studios, lors d'une réunion à Las Vegas. Les développeurs, qui travaillent toujours de manière quasi confidentielle sur le jeu, finissent par créer un dossier de game design de plus de 100 pages. Le jeu s'inspire du roman de Frank Herbert mais également du film de David Lynch. Feyd-Rautha reprend les traits de Sting mais la majorité des personnages sont totalement reconçus par Jean-Jacques Chaubin, notamment Paul Atréides qui, selon les développeurs, fait beaucoup trop vieux dans le film. En effet, Kyle MacLachlan, qui l'interprète dans le film, a 25 ans alors que Paul est censé avoir 15 ans dans le roman. On peut aussi citer la présence du "module étrange", une arme qui n'existe pas dans le roman. Les graphismes sont prévus en VGA 256 couleurs. Début 1991, la guerre du Golfe fait écho à Dune dans l'esprit de Philippe Ulrich et il décide d'intégrer des images rappelant les bombardements de nuit de Bagdad dans le jeu.
En avril 1991, Sega rachète les activités européennes de Virgin et Cryo perd Jean-Martial Lefranc, son intermédiaire avec la direction générale de l'éditeur. Le nouveau responsable se nomme Christian Brecheteau. Il découvre que Virgin Loisirs a financé de manière confidentielle Cryo mais se montre conciliant car intéressé par le projet. Un audit des comptes de Sega France, la structure qui remplace Virgin Loisirs, est effectué. La direction générale se rend compte que le développement de Dune en France est toujours financé alors que Sega ne possède pas la licence. Des membres de l'équipe Cryo se rendent donc à Londres en catastrophe pour essayer de rencontrer Martin Alper pour lui présenter les maquettes du projet et ainsi le sauver. Finalement, Alper et Bishop sont impressionnés par le travail accompli sur les premiers prototypes et ils reviennent sur la décision d'annulation malgré le fait qu'ils ont un autre projet Dune en préparation. Ils donnent à Cryo cinq semaines pour leur présenter un prototype apte à satisfaire le public américain.
L'intrigue est modifiée par rapport au roman et les développeurs choisissent de faire commencer le jeu à l'arrivée de Paul sur Arrakis. Quelques semaines plus tard, ils envoient un prototype aux États-Unis. Alper est emballé, non seulement par le jeu mais aussi par la musique, qu'il souhaite éditer en CD. En septembre 1991, il signe le jeu Dune et également un deuxième jeu, KGB, sur lequel il avait demandé à Ulrich de réfléchir à l'occasion du salon ECTS de Londres en 1990,. En octobre 1991, le jeu est en version pré-bêta et la conception d’une version démo est prévue. Le 27 septembre 1991, Virgin Games USA signe avec Sega une adaptation de Dune sur Mega-CD.
En janvier 1992, Ulrich, Herbulot et Lefranc, de retour après un passage par le cinéma, créent la société indépendante Cryo Interactive. Toujours début 1992, une démo non jouable est présentée à la manière d'une bande-annonce pour le jeu. Dune arrivera en magasin avant le jeu de Westwood qui sera finalement renommé Dune II : La Bataille d'Arrakis. Le développement de Dune aura coûté 3 millions de francs dont 800 000 auront été utilisés par Cryo,. Le contrat de diffusion est signé et Cryo se voit doté d'un budget de 600 000 francs.
Cryo prévoit de nombreux portages sur Atari ST, Amiga, CD32 et Super Nintendo et éventuellement sur NES et Master System. La plupart ne verront pas le jour. Philippe Ulrich prévoit également d’offrir une suite au jeu en plaçant cette fois le joueur du côté Harkonnen. Le jeu, sur disquettes, est l'un des premiers jeux vidéo portés sur CD-ROM, ce qui correspond à une volonté de Philippe Ulrich d'exploiter ce nouveau support et à laquelle David Bishop était initialement opposé,.

### Équipe de développement
- Direction : Rémi Herbulot
- Chef d’équipe : Philippe Ulrich
- Graphisme : Jean-Jacques Chaubin, Didier Bouchon, Sohor Ty[13]
- Programmation : Rémi Herbulot, Patrick Dublanchet
- Musique et sons : Stéphane Picq[25]
- Producteurs : Stephen Clarke-Willson (en), David A. Luehmann, David Bishop[25]
- Conseiller spécial : David Bishop
- Palettes du ciel : Danièle Herbulot
- Animations : Sohor Ty, Didier Bouchon
- Outils graphiques : Patrick Dublanchet
- Décor des sietchs : Stéphane Picq
- Testeurs : Michael Gater, John Martin, Jeff Wagoner, Ronald Friedman, Tim Williams, Justin Norr
- Localisation : Danièle Herbulot (français), Wolf Percival (allemand)
- Remerciements : Jean-Martial Lefranc, Frank Herman, Martin Alper, Henri Chalifour, Grant Hamilton
- Voix françaises et anglaises (version CD) : Kim Michelle Broderick, Jerry Di Giacomo, Patrick Floersheim, Roger Lumont, Edward Marcus, Mike Marshall, Olivier Pierre, Mimi Seton, Ken Starcevic, Karen Strassman, Yannick Vail[25]

## Version CD-ROM
Disponible sur Amiga, DOS puis sur Mega-CD, Dune fut l’un des premiers jeux sur disquettes à être convertis en format CD-ROM. Pour cette occasion, des suppléments ont été ajoutés parmi lesquels :
- 10 minutes d’extraits du film Dune de David Lynch ;
- la traduction des textes du jeu en plusieurs langues dont le Chakobsa, le langage fictif Fremen ;
- le fait que les personnages parlent de vive voix et que leurs lèvres sont synchronisées[13] ;
- de nouveaux décors notamment lors des phases de déplacement rapide (ornithoptère et ver de sable) et pour l'entrée des sietchs ;
- un panneau de configuration pour le mixage son stéréo.

Les visages ont été sensiblement remodelés. Paul reprend la physionomie de Kyle MacLachlan et Chani celle de Sean Young. Le visage de Feyd-Rautha est remodelé pour ne plus ressembler à Sting, qui refuse l'utilisation de son image. Jean-Jacques Chaubin modifie également quelques visages de protagonistes pour qu'ils ressemblent à des personnalités d'actualité : Mouammar Kadhafi, Rouhollah Khomeini, Salman Rushdie ou encore Salvador Dalí. La version Mega-CD propose des graphismes et une interface quelque peu différents en raison de ses capacités graphiques. Une version CD32 était également en cours de développement mais n'a jamais été publiée.

## Accueil

### Critique
Le jeu reçut un « accueil dithyrambique ». En effet, le jeu reçut d'excellentes critiques du fait de ses trois points forts, souvent cités dans les tests : graphismes, musique (celle-ci obtiendra même la note maximale de 20/20 dans le test de la version Amiga par Joystick) et style de jeu. La musique devint très populaire dans les cercles de joueurs et fut distribuée sur CD audio séparé. Les auteurs firent même des concerts au Japon, ce qui est étonnant pour l'époque, étant donné la confidentialité du monde des jeux vidéo et le caractère primitif des compositions musicales électroniques d'alors.
Le plus étonnant fut cependant la réception du style de jeu, qui paraîtrait aujourd'hui extrêmement simpliste. En effet, la partie stratégie du jeu se résume à envoyer quelques espions dans les bases ennemies alentour, puis à lancer des attaques massives dessus. L'intelligence artificielle est quasi inexistante et la collecte des ressources ne soumet le joueur qu'à peu de pression. Pourtant, étant donné l'énorme immersion que procurait le jeu, et étant donné l'inexistence des jeux de stratégie en temps réel (STR) cette année-là (Dune II, précurseur du genre, sort la même année), la presse chanta les louanges de cet aspect du jeu. On trouve même une étrange comparaison entre Dune et Civilization dans le numéro 101 du magazine Tilt, les deux styles de jeu ne se ressemblant pourtant pas et n'ayant pas du tout la même complexité.
« Fabuleux » et « grandiose » pour Tilt, pour Jeuxvideo.com, il s'agit d'un chef-d'œuvre qui peut être considéré comme « la meilleure adaptation du livre […] tous supports confondus » car malgré « pas mal de libertés vis-à-vis de l'intrigue originale, la substance du roman est bel et bien conservée et prend vie de façon magistrale ». Joystick, au-delà de la qualité du jeu dont il fait l'éloge, fait mention de la réussite technologique de la compression de données car la première version du jeu ne tient que sur quelques disquettes.

### Ventes
Dune est un grand succès commercial. Lors de sa première semaine de ventes aux États-Unis, 20 000 exemplaires trouvent preneur, soit des ventes cinq fois plus élevées que les autres jeux du moment,. Le jeu a été vendu en offre groupée avec Dune II dans le cadre de la gamme budget de Virgin.

## Analyses
Thierry Serdane rapproche le développement du jeu de Cryo du projet d'adaptation de Dune imaginé par Alejandro Jodorowsky en 1973 : « Si l’interprétation de Cryo ne s’accordait pas autant de liberté que la vision qu’en avait eue Jodorowsky, le simple respect de l’atmosphère et des messages du roman, la tentative d’en faire une « œuvre » vidéoludique, et de profiter de la technologie naissante du CD-ROM pour donner de l’espace à la dimension graphique et sonore, en faisaient un objet contre-culturel pour l’industrie du jeu vidéo ». Il estime que le jeu de Cryo était « subversif sur bien des points au niveau de l’expérience proposée qui s’écartait de la direction prise par l’industrie, mais surtout dans la façon de reconnaître la qualité d’artistes aux membres de l’équipe ».  

## Postérité
Dune est considéré par beaucoup comme l’un des pionniers des jeux vidéo de stratégie en temps réel, (voir la section « Critique » de cet article). Mais il fut aussi l’initiateur d’une grande série de jeux vidéo d’aventure développés en France par Cryo Interactive. À la fois grand public et intéressant pour les hardcore gamers, Dune est considéré comme le chef-d'œuvre de Cryo qui se tourna par la suite vers des productions plus grand public.
La saga de jeux vidéo dans l’univers de Dune s’enrichit l’année suivante, en 1992 de Dune II : La Bataille d'Arrakis développé par Westwood Studios et considéré comme le premier véritable jeu de stratégie en temps réel. Westwood Studios se basera sur son expérience de Dune II pour lancer par la suite, en 1995, la série de jeux vidéo Command and Conquer.
En 1998, Westwood Studios développa un remake de Dune II nommé Dune 2000. Plus tard, en 2001, Westwood Studios développa dans la continuité un jeu de stratégie en temps réel en 3D Empereur : La Bataille pour Dune et Cryo Interactive le jeu d'action-aventure Frank Herbert's Dune, tous deux reprenant le même univers.